# 草木樨状黄耆
草木樨状黄耆（学名：Astragalus melilotoides）为豆科黄芪属的植物。分布在俄罗斯、蒙古以及中国大陆的长江以北各省等地，生长于海拔200米至3,000米的地区，多生长在向阳山坡、路旁草地和草甸地。

## 变种
细叶黄耆（学名：Astragalus melilotoides var. tenuis）为豆科黄耆属下的一个变种。